# Влад Драгомір
Влад Драгомір (рум. Vlad Dragomir, нар. 24 квітня 1999, Тімішоара) — румунський футболіст, півзахисник кіпрського клубу «Пафос».

## Клубна кар'єра
Народився 24 квітня 1999 року в місті Тімішоара. Розпочав займатись футболом у місцевій команді «Банатул», з якої 2007 року потрапив у «Політехніку», а після її розформування став навчатись у новоствореному наступнику, клубі «Полі Тімішоара».
30 серпня 2014 року в віці 15 років дебютував за команду на дорослому рівні, вийшовши на заміну на 83 хвилині в матчі Ліги II матчу проти «Міовені». До кінця сезону зіграв ще в одному матчі за основну команду.
В червні 2015 року перейшов у лондонський «Арсенал» і провів у структурі «канонірів» наступні три сезони своєї ігрової кар'єри, але так жодного матчу за основну команду і не провів, незважаючи на те, що у вересні 2016 року The Guardian назвав його в списку 60 найкращих молодих талантів, народжених в 1999 році, а наступного року головний тренер лондонців Арсен Венгер порівняв молодого румуна за стилем із Джеком Вілширом
.
У серпні 2018 року після завершення контратку з англійським грандом на правах вільного агента перейшов у клуб італійської Серії Б «Перуджа». Станом на 18 травня 2019 року відіграв за клуб з Перуджі 31 матч в національному чемпіонаті.
Влітку 2021 року Драгомір перейшов до кіпрського клубу «Пафос».

## Виступи за збірні
2015 року дебютував у складі юнацької збірної Румунії, взяв участь у 3 іграх на юнацькому рівні, відзначившись одним забитим голом.
З 2017 року залучався до матчів молодіжної збірної Румунії, у її складі поїхав на молодіжний чемпіонат Європи 2019 року в Італії.

## Титули та досягнення
- Володар Кубка Кіпру (1):

«Пафос»: 2023-24
- Чемпіон Кіпру (1):

«Пафос»: 2024-25